# Gastrodia
Genre
Statut CITES
Gastrodia est un genre de plantes de la famille des orchidées. Il regroupe une centaine d'espèces non chlorophylliennes, entomophiles ou à fleurs fermées autopollinisatrices et se nourrissant exclusivement à travers le réseau mycélien. Ses espèces sont réparties dans les régions tempérées et tropicales d'Asie, d'Océanie, de Madagascar et d'Afrique.
De nombreuses espèces ont été décrites durant les années 2010 et 2020 au Japon, à Taïwan et ailleurs, à l'instar de la Malgache Gastrodia agnicellus, qualifiée d'« orchidée la plus laide du monde ».

## Taxonomie
Le nom générique Gastrodia, attribué par John Lindley (1799-1865), est formellement décrit en 1810 par Robert Brown (1773-1858) avec pour espèce type l'Australasienne Gastrodia sesamoides. Ce nom est construit sur la base du grec ancien γαστρώδης, gastrôdês (« en forme d'estomac, ventru »), en référence à la forme des fleurs.

### Synonymie
Gastrodia a pour synonymes :
- Demorchis D.L.Jones & M.A.Clem.
- Epiphanes Blume
- Gamoplexis Falc.
- Leptogastrodia M.A.Clem. & D.L.Jones
- Neoclemensia Carr

## Description
Certaines espèces de Gastrodia, comme G. elata, atteignent 60 à 100 cm de hauteur et les inflorescences mesurent généralement 3 à 15 cm de long. Les sépales et les pétales de Gastrodia sont fusionnés en un tube floral élargi à la base pour accueillir une plateforme basale entre la colonne et le labelle ; cela donne aux fleurs une apparence d'estomac généralement considérée comme peu esthétique. Après avoir émergé de la litière de feuilles au printemps, les fleurs de certaines espèces se fendent alors que chez d'autres, elles restent fermées pendant toute leur période de floraison qui dure environ un mois. Cette stratégie écologique, nommée cleistogamie, n'est jamais complète dans les autres genres concernés, à l'exception notable de quelques espèces de Gastrodia.

## Biologie
Les espèces du genre Gastrodia ne produisent pas de feuilles et sont achlorophylliennes, c'est-à-dire qu'elle ne font pas de photosynthèse et ne sont pas autotrophes. Elles tirent leur alimentation de leur association avec des champignons qui se nourrissent de matières en décomposition en étant saprobiontes. Ce mode d'alimentation, qualifié de mycohétérotrophie, leur permet de coloniser des biotopes peu lumineux. Par exemple, Gastrodia confusa est associée à des espèces de Mycènes au sein des bambouseraies.
Certaines espèces sont entomophiles, dépendant des insectes pour leur fécondation, mais la majorité s'autopollinise, tout en conservant des fleurs ouvertes comme Gastrodia confusoides, G. damingshanensis, G. nipponicoides et G. okinawaensis ou tout en ayant des fleurs fermées comme  Gastrodia clausa, G. takeshimensis, G. flexistyloides, G. kuroshimensis et G. amamiana. L'autopollinisation chez les espèces cléistogames est facilitée par la perte du rostellum, une barrière physique entre les parties mâles et femelles. Cette autogamie par cléïstogamie est la première cause de spéciation dans ce genre. 
Dès 1877, Charles Darwin est sceptique face aux cas de cléistogamie complète qui lui sont rapportés ; il pense qu'une fécondation croisée, même minime, est nécessaire à la survie de l'espèce. Les études des années 2010 et 2020 confirment tout de même ce phénomène, par exemple chez G. takeshimensis, par une génétique typique d'une autopollinisation sur plusieurs générations. Néanmoins, elles n'apportent pas plus d’éléments de compréhension. Il pourrait s'agir d'un cul-de-sac évolutif apparu par hasard avant de s'éteindre.

## Usages
En Asie et dans le Pacifique, les espèces de Gastrodia sont utilisées comme médicaments et aliments. Gastrodia elata est utilisée comme médicament traditionnel chinois pour les vertiges et les névralgies dès l'an 100 de notre ère, tandis que les rhizomes de Gastrodia cunninghamii sont considérés comme un mets délicat par les Māoris de Nouvelle-Zélande.

Quelques espèces de Gastrodia
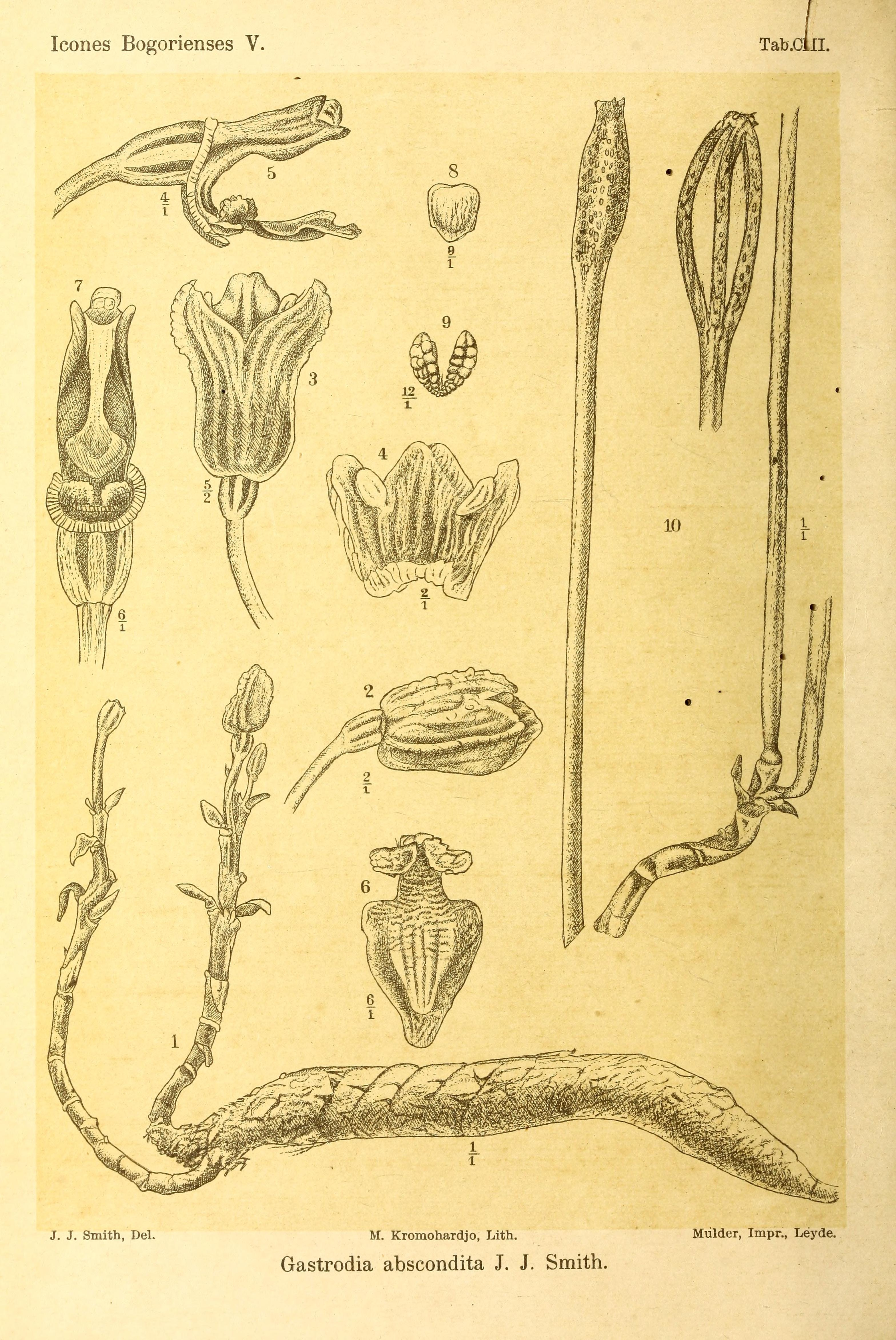
Gastrodia abscondita
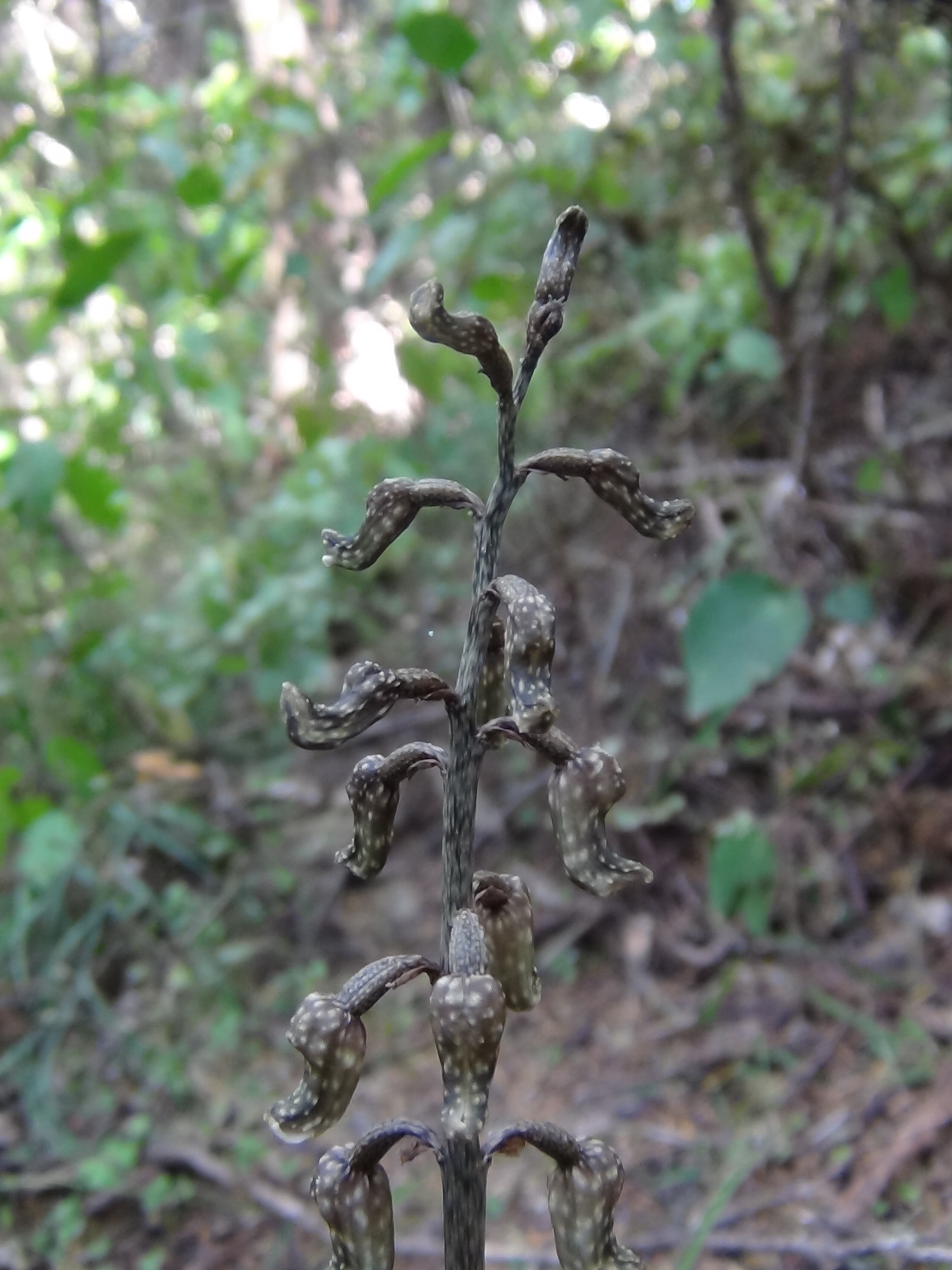
Gastrodia cooperae
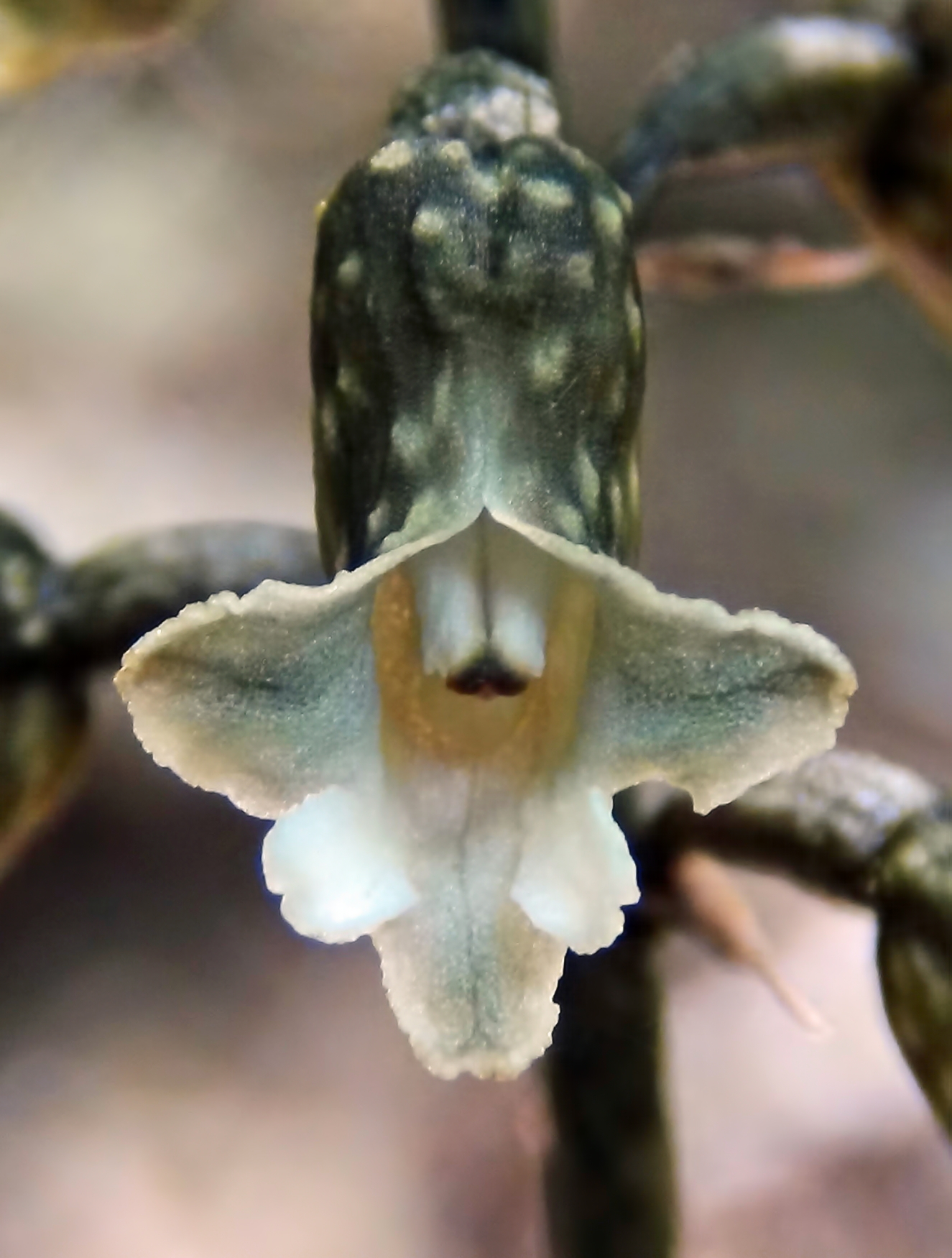
Gastrodia cooperae
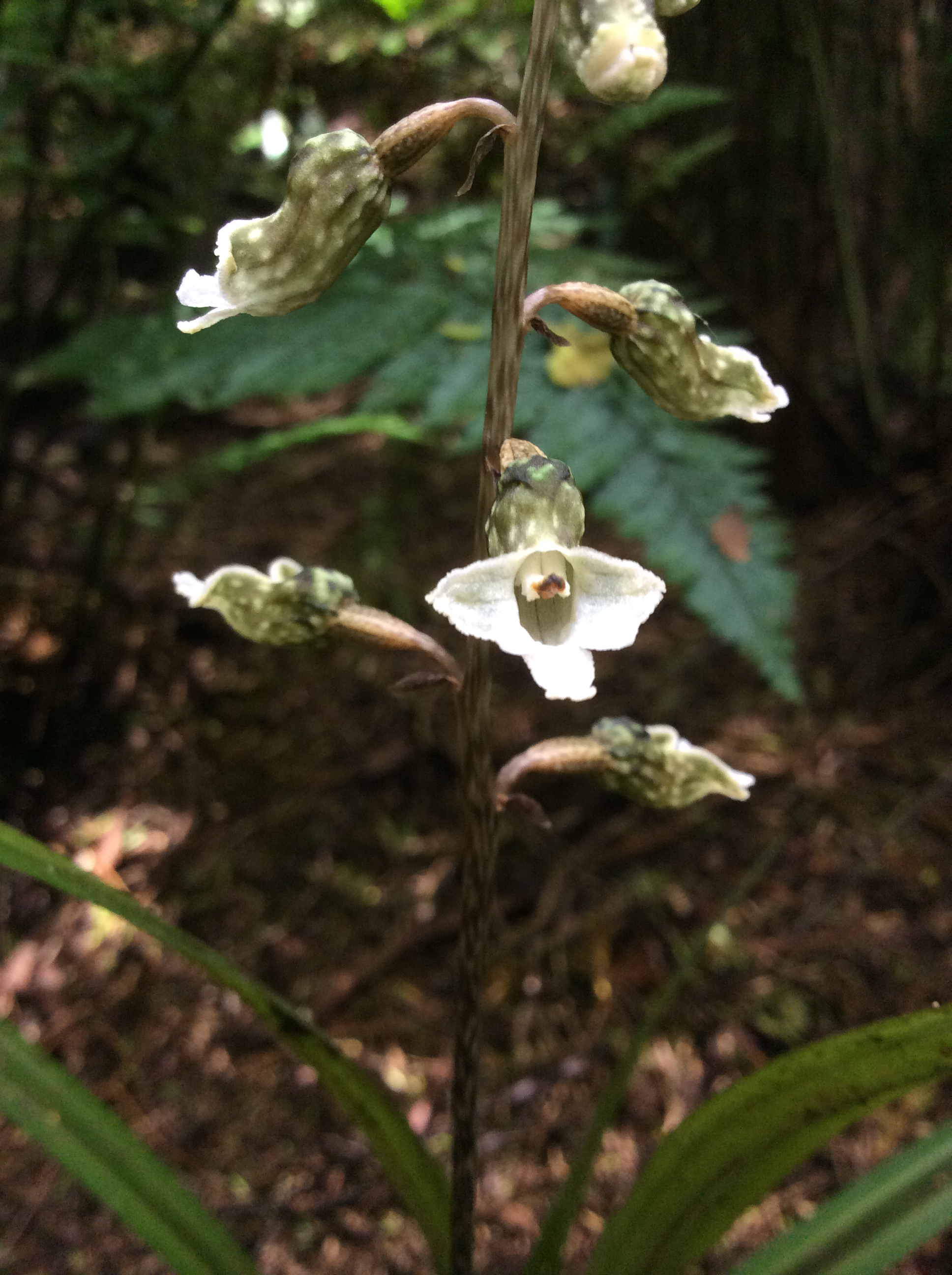
Gastrodia cunninghamii
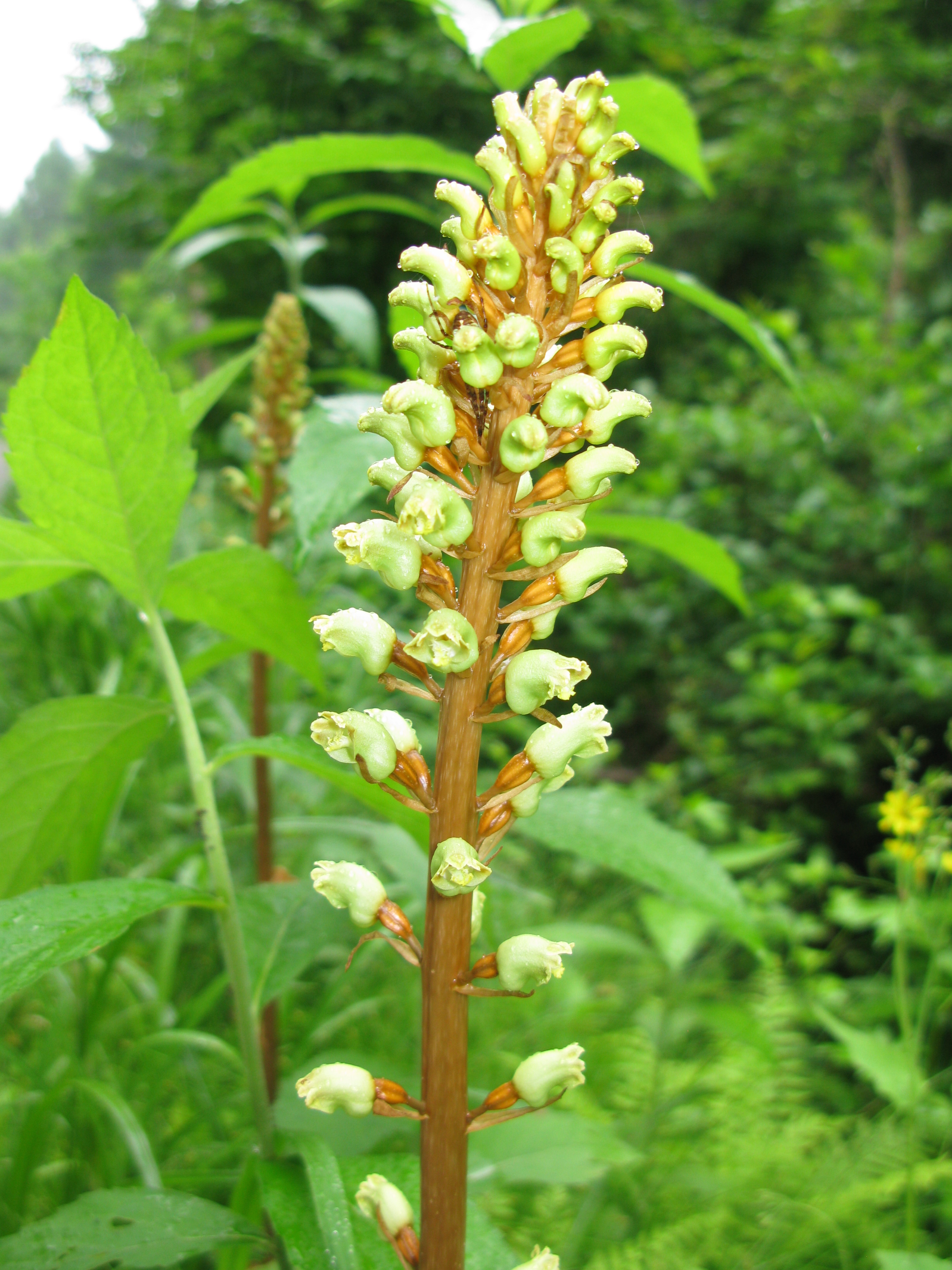
Gastrodia elata
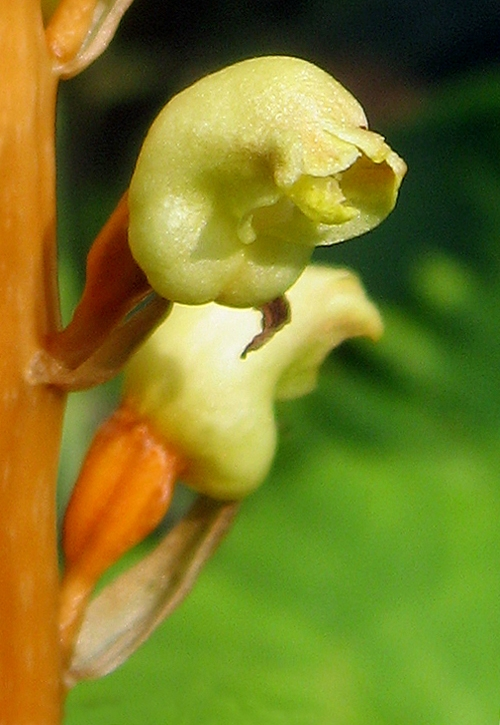
Gastrodia elata
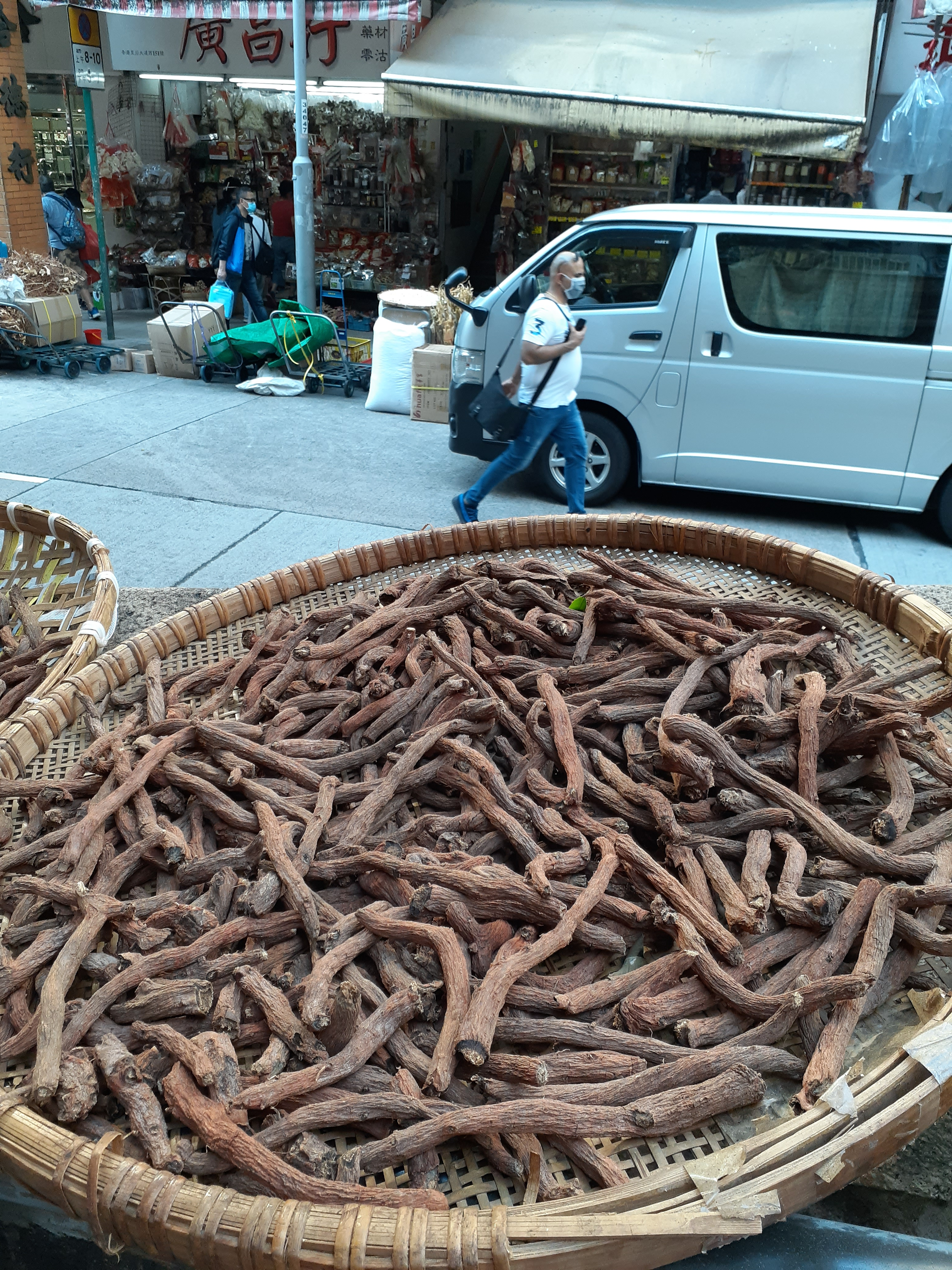
Rhizomes de Gastrodia elata sur un marché en Chine.
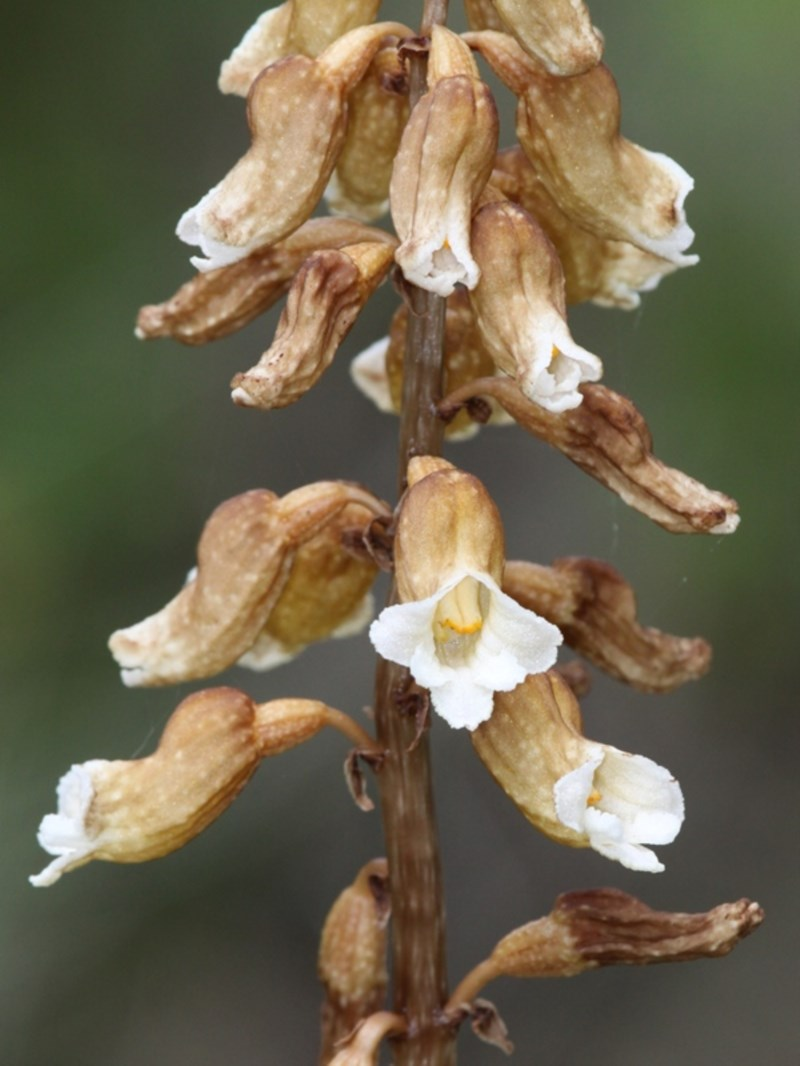
Gastrodia entomogama
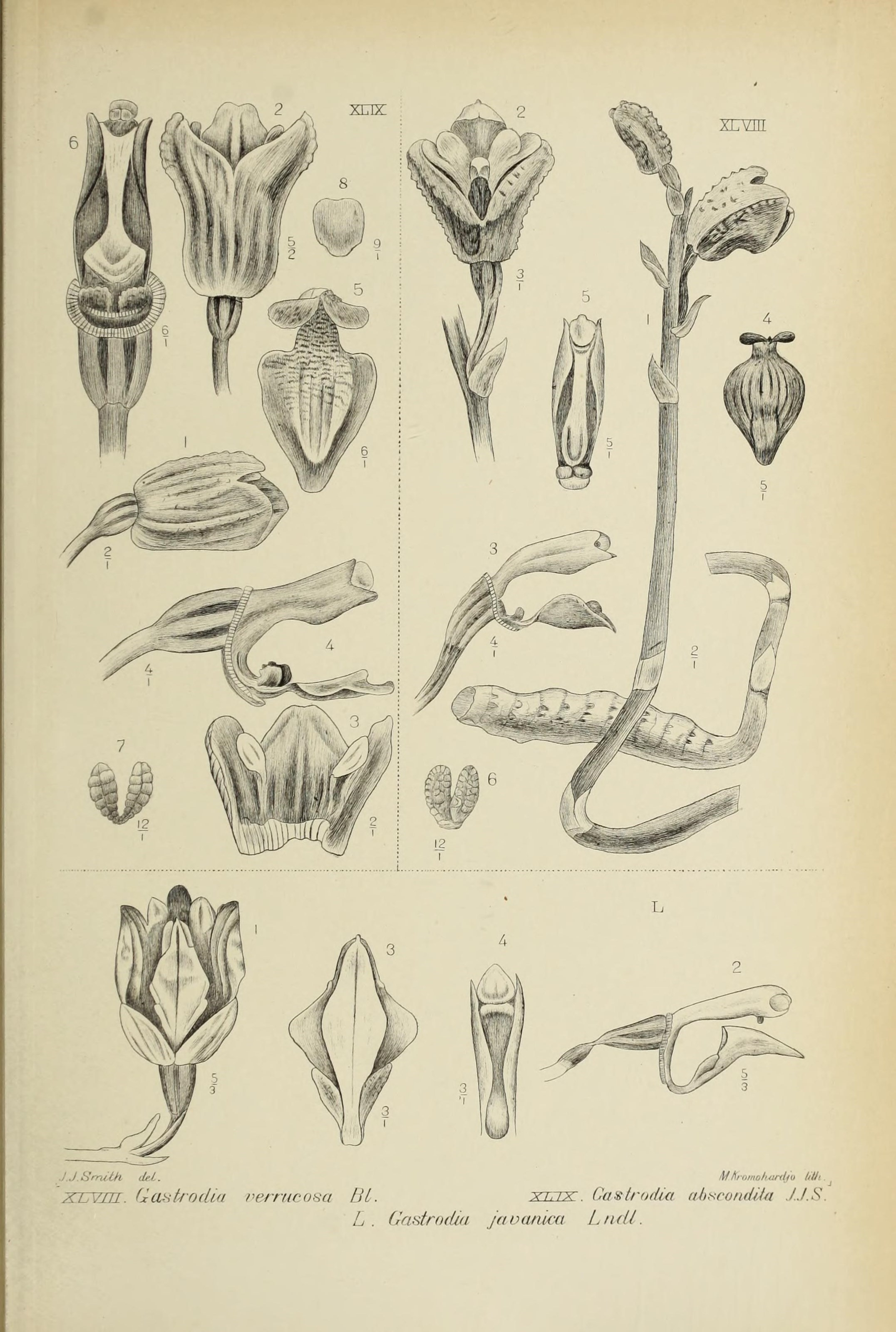
Gastrodia javanica
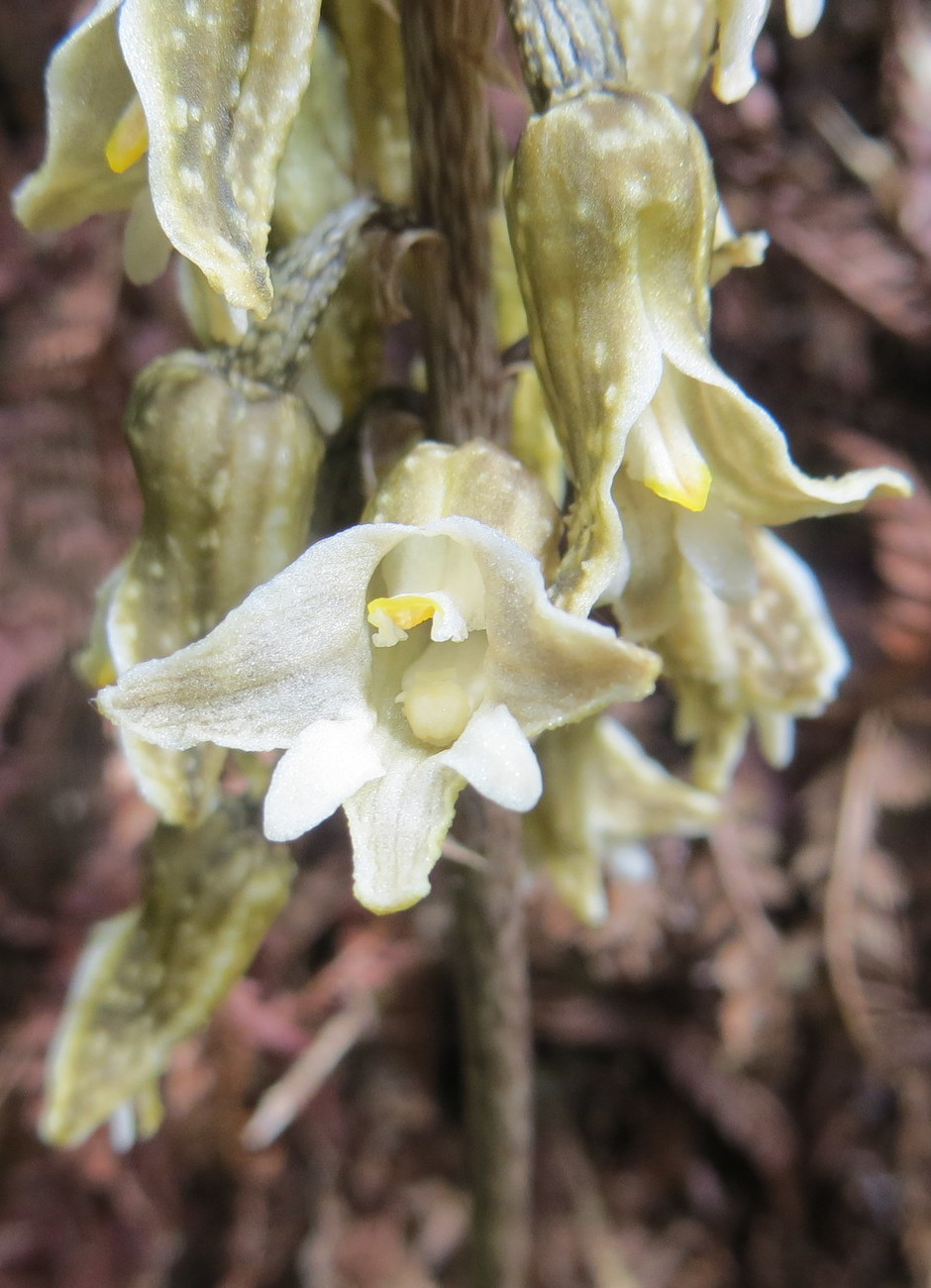
Gastrodia molloyi
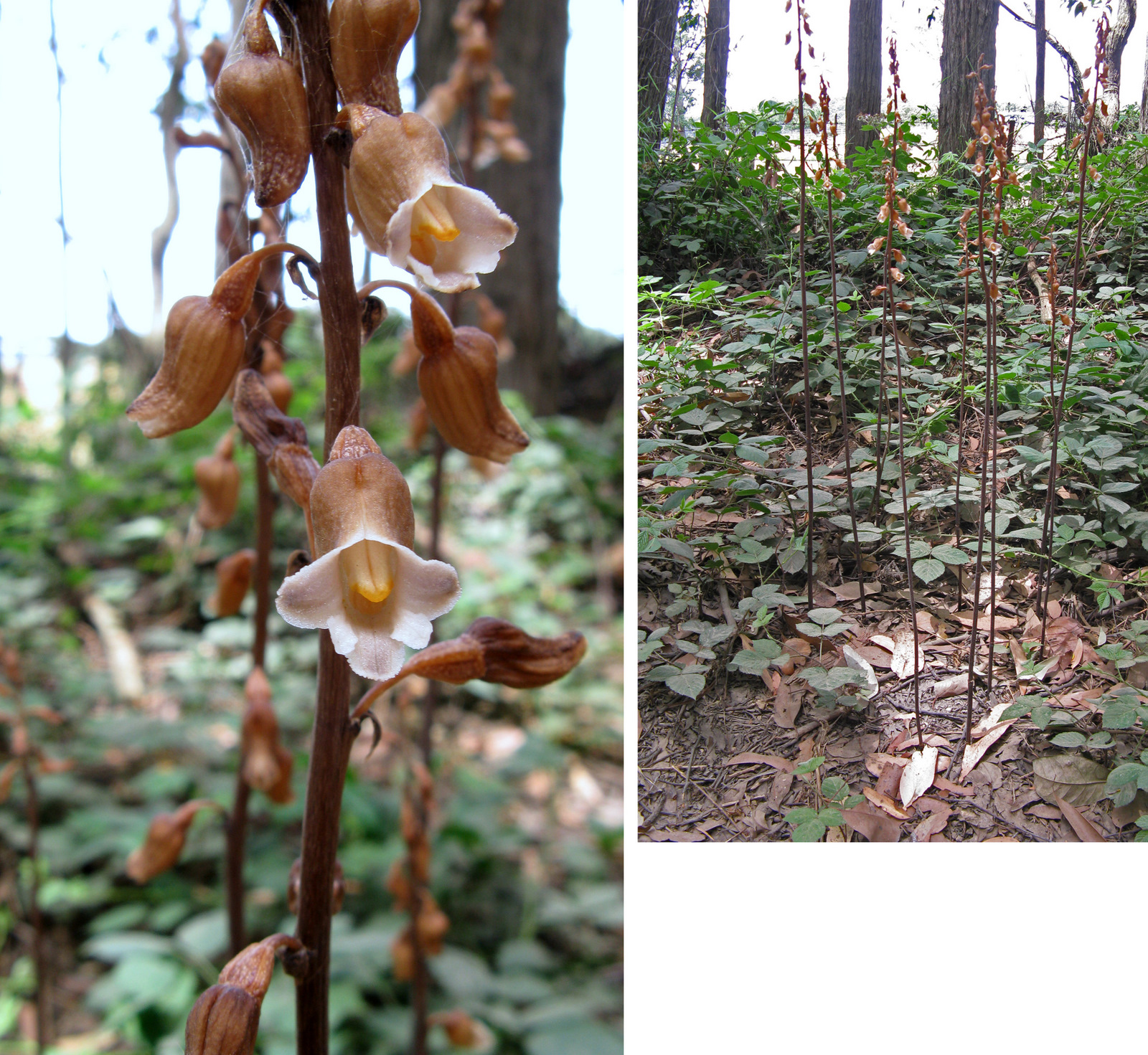
Gastrodia procera
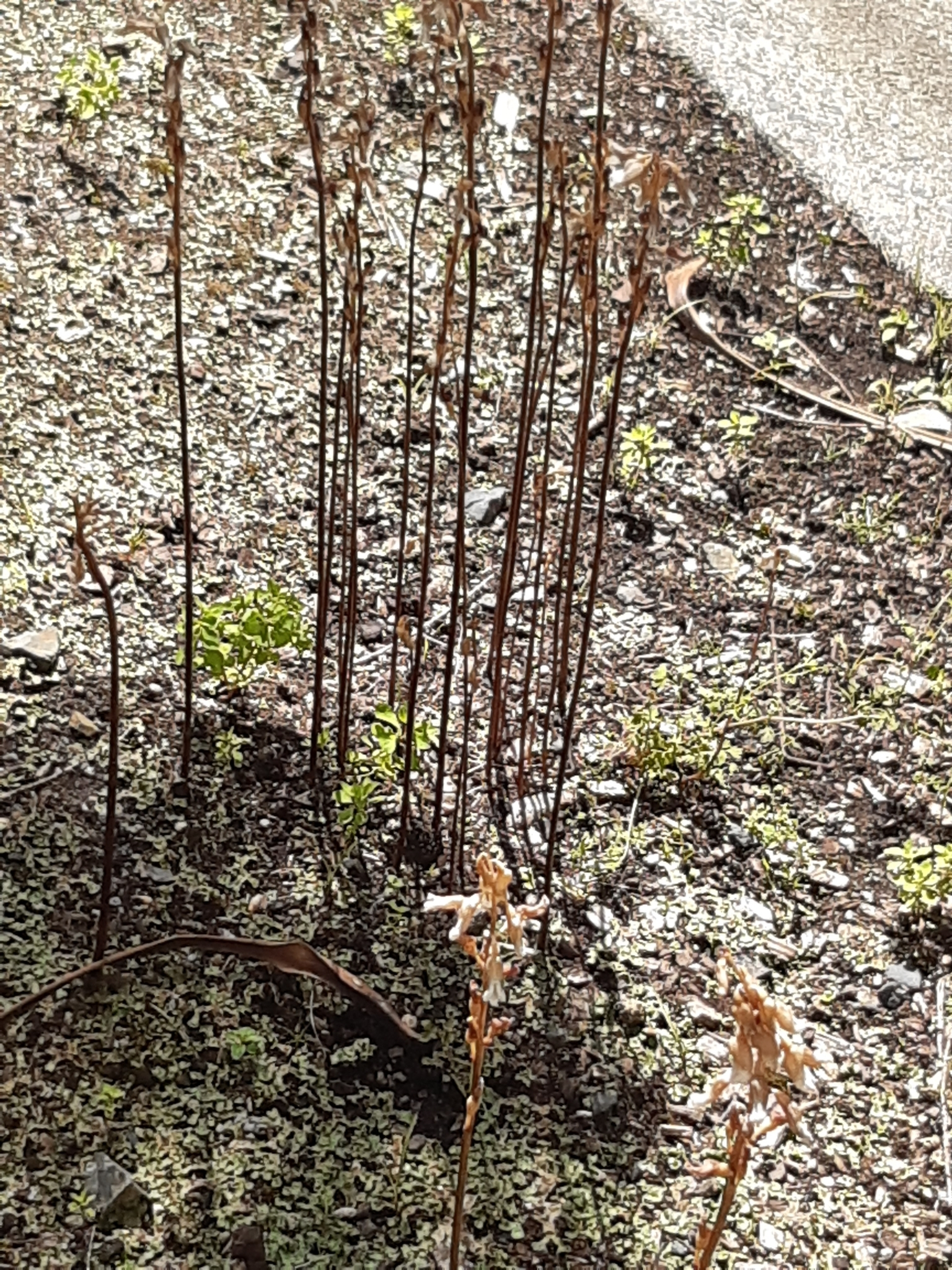
Gastrodia sesamoides
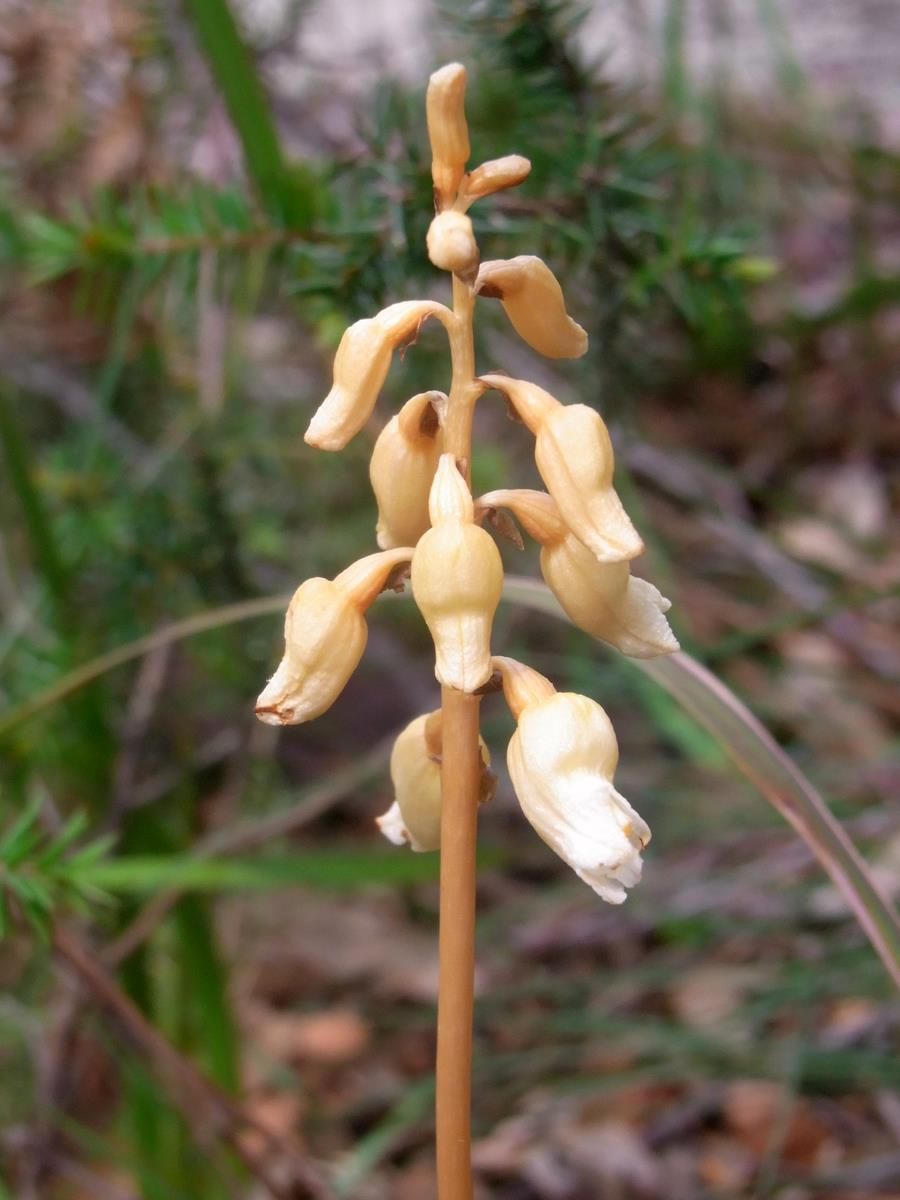
Gastrodia sesamoides
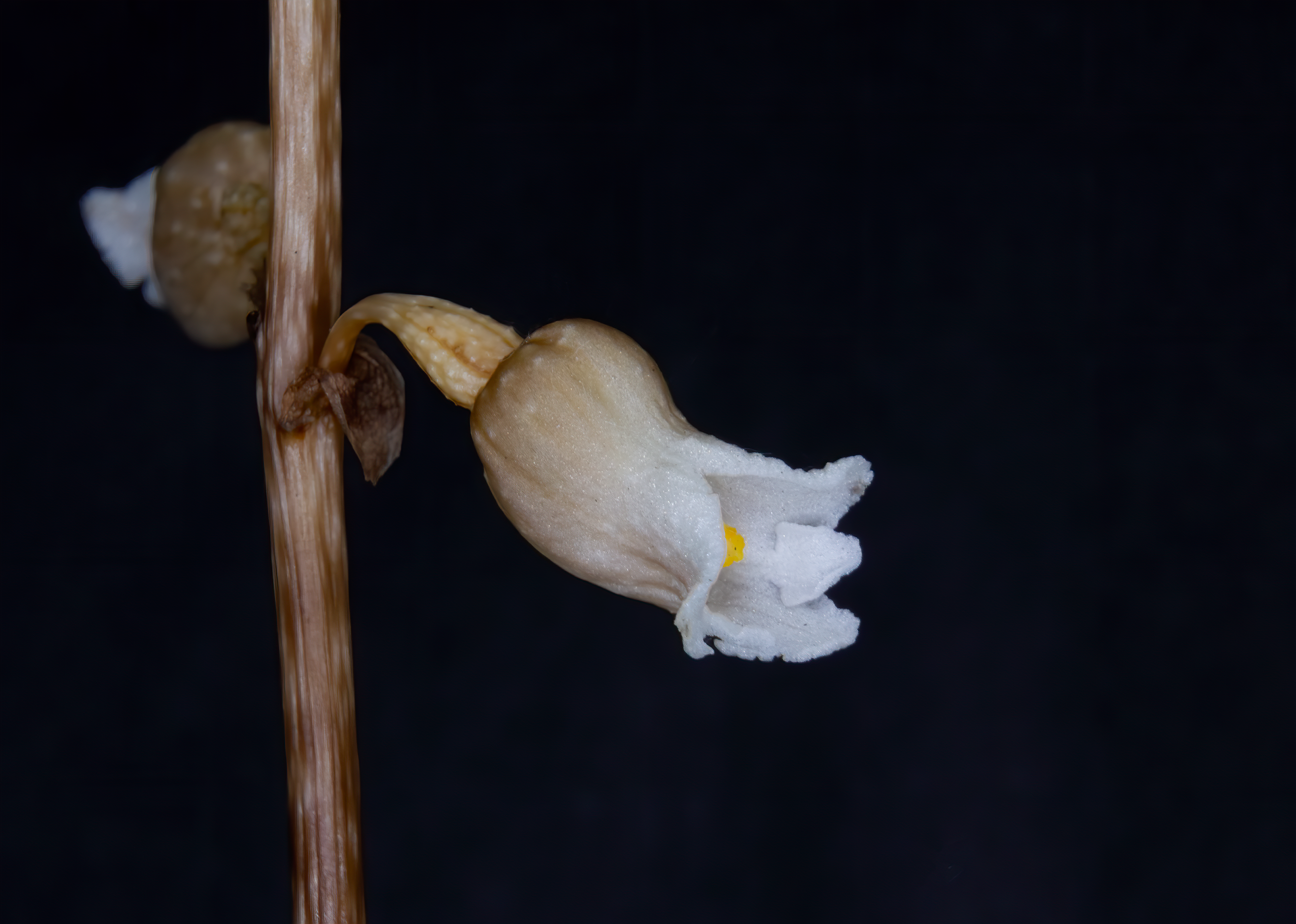
Gastrodia sesamoides
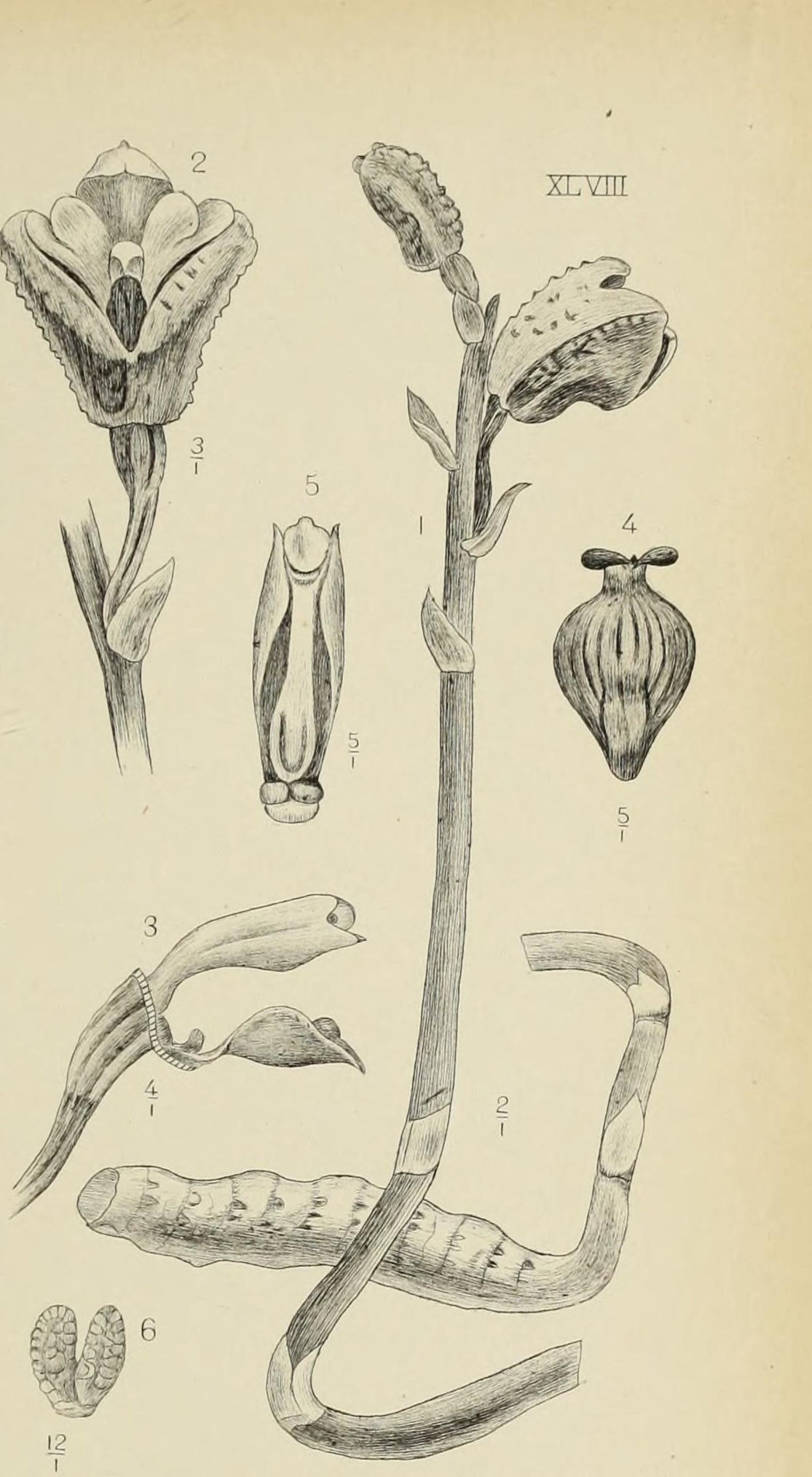
Gastrodia verrucosa

## Liste des espèces
Selon GBIF (13 janvier 2023) et Plants of the World online (POWO) (13 janvier 2023):
- Gastrodia abscondita J.J.Sm.
- Gastrodia africana Kraenzl.
- Gastrodia agnicellus Hermans & P.J.Cribb, 2020
- Gastrodia albida T.C.Hsu & C.M.Kuo
- Gastrodia albidoides Y.H.Tan & T.C.Hsu
- Gastrodia amamiana Suetsugu
- Gastrodia angusta S.Chow & S.C.Chen
- Gastrodia appendiculata C.S.Leou & N.J.Chung
- Gastrodia arunachalensis S.N.Hegde & A.N.Rao
- Gastrodia ballii P.J.Cribb & Browning
- Gastrodia bambu Metusala
- Gastrodia boninensis Tuyama
- Gastrodia cajanoae Barcelona & Pelser
- Gastrodia callosa J.J.Sm.
- Gastrodia celebica Schltr.
- Gastrodia clausa T.C.Hsu, S.W.Chung & C.M.Kuo
- Gastrodia confusa Honda & Tuyama
- Gastrodia confusoides T.C.Hsu, S.W.Chung & C.M.Kuo
- Gastrodia cooperae Lehnebach & J.R.Rolfe
- Gastrodia crassisepala L.O.Williams
- Gastrodia crebriflora D.L.Jones
- Gastrodia crispa J.J.Sm.
- Gastrodia cunninghamii Hook.f.
- Gastrodia damingshanensis A.Q.Hu & T.C.Hsu
- Gastrodia dyeriana King & Pantl.
- Gastrodia effusa P.T.Ong & P.O'Byrne
- Gastrodia elata Blume
- Gastrodia elatoides W.C.Huang, G.W.Hu & Q.F.Wang
- Gastrodia entomogama D.L.Jones
- Gastrodia exilis Hook.f.
- Gastrodia falconeri D.L.Jones & M.A.Clem.
- Gastrodia fimbriata Suddee
- Gastrodia flavilabella S.S.Ying
- Gastrodia flexistyla T.C.Hsu & C.M.Kuo
- Gastrodia flexistyloides Suetsugu
- Gastrodia fontinalis T.P.Lin
- Gastrodia fujianensis Liang Ma, Xin Y.Chen & S.P.Chen
- Gastrodia gracilis Blume
- Gastrodia grandilabris Carr
- Gastrodia holttumii Carr
- Gastrodia huapingensis X.Y.Huang, A.Q.Hu & Yan Liu
- Gastrodia isabelensis T.C.Hsu
- Gastrodia javanica Endl., 1837
- Gastrodia kachinensis X.H.Jin & L.A.Ye
- Gastrodia kaohsiungensis T.P.Lin
- Gastrodia kuroshimensis Suetsugu
- Gastrodia lacista D.L.Jones
- Gastrodia leoui T.C.Hsu & C.M.Kuo
- Gastrodia leucochila T.C.Hsu & Z.H.Chen
- Gastrodia longitubularis Q.W.Meng, X.Q.Song & Y.B.Luo
- Gastrodia madagascariensis H.Perrier ex Martos & Bytebier
- Gastrodia major Aver.
- Gastrodia maliauensis Suetsugu, Suleiman & Tsukaya
- Gastrodia menghaiensis Z.H.Tsi & S.C.Chen
- Gastrodia minor Petrie
- Gastrodia mishmensis A.N.Rao, Harid. & S.N.Hedge
- Gastrodia molloyi Lehnebach & J.R.Rolfe
- Gastrodia nantoensis T.C.Hsu & C.M.Kuo
- Gastrodia nipponica (Honda) Tuyama
- Gastrodia nipponicoides Suetsugu
- Gastrodia okinawensis Suetsugu
- Gastrodia oui T.C.Hsu & C.M.Wang
- Gastrodia papuana Schltr.
- Gastrodia peichatieniana S.S.Ying
- Gastrodia phangngaensis Suddee, Sirim. & Chamch.
- Gastrodia procera G.W.Carr
- Gastrodia pubilabiata Y.Sawa
- Gastrodia punctata Aver.
- Gastrodia putaoensis X.H.Jin
- Gastrodia qingyunshanensis J.X.Huang, H.Xu & H.J.Yang.A.Habit, 2021
- Gastrodia queenslandica Dockrill
- Gastrodia rubinea T.P.Lin
- Gastrodia rwandensis Eb.Fisch. & Killmann
- Gastrodia sabahensis J.J.Wood & A.L.Lamb
- Gastrodia selabintanensis Tsukaya & A.Hidayat
- Gastrodia sesamoides R.Br.
- Gastrodia shimizuana Tuyama
- Gastrodia silentvalleyana C.S.Kumar, P.C.S.Kumar, Sibi & S.Anil Kumar
- Gastrodia similis Bosser
- Gastrodia solomonensis T.C.Hsu
- Gastrodia spatulata (Carr) J.J.Wood
- Gastrodia stapfii Hayata
- Gastrodia sui C.S.Leou, T.C.Hsu & C.R.Yeh
- Gastrodia surcula D.L.Jones
- Gastrodia taiensis Tuyama
- Gastrodia takeshimensis Suetsugu
- Gastrodia tembatensis P.T.Ong & P.O'Byrne
- Gastrodia theana Aver.
- Gastrodia tonkinensis Aver. & Averyanova
- Gastrodia tuberculata F.Y.Liu & S.C.Chen
- Gastrodia umbrosa B.Gray
- Gastrodia uraiensis T.C.Hsu & C.M.Kuo
- Gastrodia urceolata D.L.Jones
- Gastrodia verrucosa Blume
- Gastrodia vescula D.L.Jones
- Gastrodia wuyishanensis Da M.Li & C.D.Liu
- Gastrodia zeylanica Schltr.
- Gastrodia ×nippouraiensis Suetsugu & T.C.Hsu